# HMAS Arunta (I30)
Pour les articles homonymes, voir I30.
Pour les autres navires du même nom, voir HMAS Arunta.
Le HMAS Arunta (I-30) est un destroyer de classe Tribal de la Royal Australian Navy lancé en 1940.

### Ouvrages
- (en) Martin H. Brice, The Tribals, Londres, Ian Allan, 1971 (ISBN 0-7110-0245-2).
- (en) Vic Cassells, The Destroyers : Their Battles and Their Badges, East Roseville, NSW, Simon & Schuster, 2000, 250 p. (ISBN 0-7318-0893-2, OCLC 46829686).
- (en) Hector Donohue, From Empire Defence to the Long Haul : post-war defence policy and its impact on naval force structure planning 1945–1955, vol. No. 1, Canberra, Sea Power Centre, octobre 1996 (ISBN 0-642-25907-0, ISSN 1327-5658, OCLC 36817771).
- (en) John English, Afridi to Nizam : British Fleet Destroyers 1937–43, Gravesend, Kent, World Ship Society, 2001.
- (en) G. Hermon Gill, Royal Australian Navy 1939–1942, vol. 1, Canberra, Australian War Memorial, 1957 (lire en ligne).
- (en) G. Hermon Gill, Royal Australian Navy 1942–1945, vol. 2, Canberra, Australian War Memorial, 1968 (lire en ligne).
- (en) David Jenkins, Battle Surface! Japan's Submarine War Against Australia 1942–44, Milsons Point, NSW, Random House Australia, 1992 (ISBN 0-09-182638-1, OCLC 0091826381).

### Ressources numériques
- (en) « HMAS Arunta (I) », sur navy.gov.au, Sea Power Centre, Royal Australian Navy (consulté le 19 novembre 2016).